# Helina subeiensis
Helina subeiensis är en tvåvingeart som beskrevs av Ma och Wang 1992. Helina subeiensis ingår i släktet Helina och familjen husflugor.
Artens utbredningsområde är Gansu (Kina). Inga underarter finns listade i Catalogue of Life.